# محمد النقبي
محمد عبيد النقبي (مواليد 3 مارس 1993) لاعب كرة قدم إماراتي يجيد اللعب كحارس مرمى يلعب في نادي مجد.

## مسيرة اللاعب
مثل نادي الوحدة وانتقل إلى نادي الشباب في عام 2014 و انتقل إلى نادي الجزيرة في عام 2015 و انتقل إلى نادي العربي في عام 2020 و لعب مع نادي بينونة في عام 2022 و لعب في عام 2025 في نادي مجد.